# Pakistanische Cricket-Nationalmannschaft in Australien in der Saison 1972/73
Die Tour der pakistanischen Cricket-Nationalmannschaft nach Australien in der Saison 1972/73 fand vom 22. Dezember 1972 bis zum 11. Januar 1973 statt. Die internationale Cricket-Tour war Bestandteil der Internationalen Cricket-Saison 1972/73 und umfasste drei Tests. Australien gewann die Serie 3–0.

## Vorgeschichte
Für beide Mannschaften war es die erste Tour der Saison.
Das letzte Aufeinandertreffen der beiden Mannschaften bei einer Tour fand in der Saison 1964/65 in Australien statt.

## Stadien
Die folgenden Stadien wurden für die Tour als Austragungsort vorgesehen.
| Stadion                  | Stadt     | Kapazität | Spiele  |
| ------------------------ | --------- | --------- | ------- |
| Adelaide Oval            | Adelaide  | 53.583    | 1. Test |
| Melbourne Cricket Ground | Melbourne | 100.024   | 2. Test |
| Sydney Cricket Ground    | Sydney    | 48.000    | 3. Test |

## Kaderlisten
Die Teams benannten die folgenden Kader.
| Test | Test |
| Australien | Pakistan |
| --- | --- |
| - Ian Chappell (K) - John Benaud - Greg Chappell - Ross Edwards - Dennis Lillee - Ashley Mallett - Rod Marsh (wk) - Bob Massie - Kerry O’Keeffe - Ian Redpath - Paul Sheahan - Keith Stackpole - Jeff Thomson - Max Walker - Doug Walters - John Watkins | - Intikhab Alam (K) - Asif Iqbal - Asif Masood - Majid Khan - Mushtaq Mohammad - Nasim-ul-Ghani - Sadiq Mohammad - Saeed Ahmed - Saleem Altaf - Sarfraz Nawaz - Talat Ali - Wasim Bari (wk) - Zaheer Abbas |

## Tour Matches
Pakistan bestritt im Vorlauf der Tour fünf Tour Matches gegen australische Regionalteams.

## Tests

### Erster Test in Adelaide
| 22. – 27. Dezember Scorecard | Adelaide | Pakistan 257 (75.3) & 214 (65.6)                  | – | Australien 585 (110.2) |
|                              |          | Australien gewinnt mit einem Innings und 114 Runs |   |                        |

Pakistan gewann den Münzwurf und entschied sich als Schlagmannschaft zu beginnen.

### Zweiter Test in Melbourne
| 29. Dezember – 3. Januar Scorecard | Melbourne | Australien 441-5d (85.5) & 425 (87.6) | – | Pakistan 574-8d (124.6) & 200 (57.5) |
|                                    |           | Australien gewinnt mit 92 Runs        |   |                                      |

Australien gewann den Münzwurf und entschied sich als Schlagmannschaft zu beginnen.

### Dritter Test in Sydney
| 6. – 11. Januar Scorecard | Sydney | Australien 334 (80.5) & 184 (53.1) | – | Pakistan 360 (88.6) & 106 (46) |
|                           |        | Australien gewinnt mit 52 Runs     |   |                                |

Pakistan gewann den Münzwurf und entschied sich als Feldmannschaft zu beginnen.